# Sekundærrute 237

Sekundærrute 237 er en rutenummereret landevej på Sjælland.
Ruten strækker sig fra Helsingør til Tisvilde.
Rute 237 har en længde på ca. 39 km.